# ヨハン・フリードリヒ・ナウマン
ヨハン・フリードリヒ・ナウマン（Johann Friedrich Naumann、1780年2月14日 - 1857年8月15日）はドイツの鳥類学者。
弟のゲオルク・アマデウス・カール・フリードリヒ・ナウマンは地質学者。父ヨハン・アンドレアス・ナウマンは博物学者である。